# Соловйов Сергій Олегович
Соловйо́в Сергі́й Оле́гович (* 1988) — солдат Збройних сил України, учасник російсько-української війни. Основне місце дислокації військової частини — Житомирська область, 95-та аеромобільна бригада.

## З життєпису
13 травня 2014 року українська військова колона, де був і бронетранспортер Соловйова, що супроводжував на передову снаряди до мінометів, потрапила у ворожу засідку, один із БТРів підбило бандугруповання. Під шквальним вогнем бійці не мали змоги полишити палаючу бойову машину самостійно. Соловйов спрямував свій БТР на підбитий, зіштовхнув його з обстрілюваного моста в кювет. По тому зупинив свій БТР паралельно з палаючим, сім десантників змогли пересісти до його бронетранспортера. Десантники зайняли кругову оборону, та у відносній безпеці чекали підкріплення.
3 червня бойову машину Соловйова підбили під Слов'янськом, він зазнав численних осколкових поранень. Переніс кілька операцій у Харкові, проходив курс реабілітаційного лікування в Ірпінському шпиталі. У липні 2014 року відновлював здоров'я вдома.
Не відмовлявся вирушити знову на передову, відкидав можливість надання йому матеріальної допомоги, пропонуючи скерувати її побратиму Юрію Весельському.

## Нагороди
- 15 липня 2014 року — за особисту мужність і героїзм, виявлені у захисті державного суверенітету та територіальної цілісності України, вірність військовій присязі під час російсько-української війни, відзначений — нагороджений орденом «За мужність» III ступеня.